# 4Ever
«4Ever» — альбом-збірник американської поп-співачки Гіларі Дафф. Вийшов виключно в Італії 12 травня 2006. Цей альбом став другим компіляційним альбомом співачки. В ньому містяться найпопулярніші пісні Гіларі Дафф. Ексклюзивний реліз зумовлений високою популярністю Дафф в Італії на той час. Там альбом продався в 100,000 копій і отримав платинову сертифікацію. Платівка досягла 12 місця на італійському музичному чарті альбомів та зайняла 67 місце серед найпопулярніших альбомів Італії за 2006.
Разом із музичним CD у італійському виданні також продавався DVD 4Ever. В нього входять запис концерту і декілька музичних відео Дафф.

## Список композицій
| #   | Назва                                            | Автор                                                         | Тривалість |
| --- | ------------------------------------------------ | ------------------------------------------------------------- | ---------- |
| 1.  | «Fly»                                            | Кара ДіоГуарді, John Shanks                                   | 3:43       |
| 2.  | «Weird»                                          | Charlie Midnight, Marc Swersky, Ron Entwistle                 | 2:55       |
| 3.  | «Our Lips Are Sealed» (разом з Гейлі Дафф)       | Jane Wiedlin, Terry Hall                                      | 2:40       |
| 4.  | «Shine»                                          | Кара ДіоГуарді, Guy Chambers                                  | 3:29       |
| 5.  | «Someone's Watching Over Me»                     | Кара ДіоГуарді, John Shanks                                   | 4:11       |
| 6.  | «Anywhere But Here»                              | Jim Marr, Wendy Page, Chico Bennett                           | 3:32       |
| 7.  | «Who's That Girl?» (акустік)                     | Charlie Midnight, Desmond Child, Andreas Carlsson             | 3:26       |
| 8.  | «Jericho» (Remix)                                | Charlie Midnight, Chico Bennett                               | 3:50       |
| 9.  | «Sweet Sixteen»                                  | Гейлі Дафф, Toran Caudell                                     | 3:09       |
| 10. | «Supergirl»                                      | Кара ДіоГуарді, Greg Wells                                    | 2:53       |
| 11. | «Come Clean» (ремікс Joe Bermudez & Josh Harris) | Кара ДіоГуарді, John Shanks                                   | 3:35       |
| 12. | «Wake Up» (ремікс DJ Kaya Long-T)                | Dead Executives, Гіларі Дафф                                  | 5:31       |
| 13. | «Beat of My Heart» (ремікс Sugarcookie)          | Dead Executives, Гіларі Дафф                                  | 3:00       |
| 14. | «So Yesterday» (радіо мікс Joe Bermudez)         | Lauren Christy, Scott Spock, Graham Edwards, Charlie Midnight | 3:21       |
| 15. | «Fly» (Sessions@AOL)                             | Кара ДіоГуарді, John Shanks                                   | 3:43       |

## DVD-реліз
Разом із CD у виданні також продавався DVD 4Ever, який містить запис концерту із турне Metamorphosis і декілька музичних відео Дафф.

## Чарти
| Чарт (2007)                | Місце | Продажі | Сертифікація (таблиця продажів та сертифікатів) |
| -------------------------- | ----- | ------- | ----------------------------------------------- |
| Italian FIMI Singles Chart | 12    | 100,000 | Платина                                         |